# 廣陵郡
廣陵郡，中國古代郡、國名。西漢始置，故址在今扬州市。三國時，江淮之間為吳魏兩國爭鬥的甌脫之地，魏遷郡治於淮阴，吴广陵县仍於今扬州市。其地在今江蘇省境內長江、淮河之間。隋朝时废，后為江都郡。唐朝以後廢。

## 東陽郡與江都國
秦時廣陵為東海郡南部一縣。漢初，析東海郡南部的東陽縣（治所在今天安徽省天长市西北，一说今江蘇省盱眙縣東陽鄉）一带置東陽郡。漢景帝三年（前154年）平定七國之亂後，封皇子劉非為江都王，以東陽郡、故鄣郡（一說為鄣郡）置江都國。漢武帝元狩二年（前121年），江都王劉建謀反，江都國除，改東陽郡為廣陵郡。此為廣陵郡建置之始。

## 沿革
武帝元狩六年（前117年），封皇子劉胥為廣陵王，以廣陵縣周圍數縣置廣陵國。同時割廣陵郡其餘地區及沛郡數縣置臨淮郡。漢宣帝五鳳四年，國除為廣陵郡。漢元帝初元二年，封劉胥之子劉霸為廣陵王，復置廣陵國。永光、建昭間，封廣陵王子侯國襄平、蘭陵、廣平入臨淮郡。漢成帝綏和元年（前8年），廣陵國治廣陵縣，領四縣：廣陵縣、江都縣、平安縣、高郵縣，屬徐州刺史部。
东汉建武十三年（37年），泗水國併入廣陵郡。汉明帝永平元年（58年），徙山陽王為廣陵王，置廣陵國。永平十年（67年），廣陵國除為郡。漢順帝永和五年（140年），廣陵郡領十一縣：廣陵縣、江都縣、平安縣、高郵縣、淩縣、海西縣、東陽縣、射陽縣、鹽瀆縣、輿縣、堂邑縣。轄境包括西漢廣陵國與臨淮郡的一部分地區。一說廣陵郡下有海陵縣，《郡國志》失載。獻帝建安年间，割下邳郡之淮陰、淮浦二縣入廣陵。
三國時廣陵分屬魏、吳。吳據廣陵縣，魏廣陵郡治淮陰縣。西晉割淮陰以東置臨淮國。東晉於廣陵郡僑置青州。南朝劉宋於廣陵郡僑置南兗州，齊、梁因之不改。北齊改南兗州為東廣州，分廣陵郡置江陽郡。北周改為吳州。
隋開皇三年（583年），廢廣陵郡。開皇九年（589年），改吳州為揚州，置揚州總管府，此為今揚州市地名之由來。大業三年（607年），廢揚州，置江都郡，治江都縣。唐武德三年（620年），以隋江都郡置兗州。武德七年（624年），改兗州為邗州。武德九年（626年），改邗州為揚州。玄宗天寶元年（742年），改揚州為廣陵郡，領江都县、高邮县、海陵县、六合县、江阳县、扬子县、千秋县（改名天长县）七縣，治江都縣。乾元元年（758年）復為揚州。

## 行政長官

### 廣陵內史（前117年－前54年）
- 徐襄，魯人。[5]

### 廣陵太守（前17年－前11年）
- 王建，漢成帝元延元年（前12年）離任。[6]
- 孫寶，漢成帝元延二年（前11年）離任。[6]

### 廣陵太守（67年－289年）
- 馬棱，字伯威，扶風茂陵人，漢章帝章和元年（87年）至漢和帝永元二年（90年）在任。[7]
- 陵稠，會稽吳人。[8]
- 橋基，梁國睢陽人。[9]
- 張綱，字文紀，犍為武陽人，漢順帝漢安元年（142年）至二年（143年）在任，在郡卒。[10]
- 王喜，漢質帝本初元年（146年）坐討賊逗留，下獄死。[11]
- 荀曇，潁川潁陰人。[12]
- 張超，漢獻帝中平六年（189年）見任。[13]
- 趙昱，琅邪人，漢獻帝初在任。[14]
- 吳景，吳郡吳人，漢獻帝建安二年（197年）離任。[15]
- 陳登，字元龍，下邳淮浦人，漢獻帝建安中在任。[10]
- 孫韶，字公禮，吳郡富春人。[16]
- 吳穰，吳會稽王五鳳二年（255年）出任。[17]

### 廣陵太守（290年－300年）
- 唐□，魯國鄒人。[18] 廣陵郡守[19]

### 廣陵相（300年－420年）
- 陳敏，字令通，廬江人，晉惠帝永興元年（304年）出任，二年（305年）反。[20]
- 孫惠，字德施，吳國富陽人，晉懷帝永嘉中在任。[21]
- 卞壼，字望之，濟陰冤句人，晉懷帝永嘉末行。[22]
- 孔衍，字舒元，魯國人，晉元帝太興三年（320年）出任，同年卒官。[23]
- 陶瞻，字道真，尋陽人，晉明帝太寧二年（324年）見任。[24][25]
- 曹渾，晉成帝太寧三年（325年）有罪，下獄死。[26]
- 劉矩，彭城沛人，晉成帝咸和二年（327年）見任。[26]
- 陳光，晉成帝咸康元年（335年）見任。[26]
- 袁喬，字彥叔，陳郡陽夏人。[27]
- 謝玄，字幼度，陳郡陽夏人，晉孝武帝太元二年（377年）出任。[28]
- 劉牢之，字道堅，彭城人，晉孝武帝太元中在任。[29]
- 司馬尚之，字伯道，河內溫人，晉孝武帝太元十五年（390年）離任。[30]
- 高雅之，晉安帝大亨元年（402年）奔南燕。[29]
- 檀祗，字恭叔，高平金鄉人，晉安帝義熙八年（412年）至十四年（418年）在任，卒官。[31]

### 廣陵太守（420年－443年）
- 劉粹，字道沖，沛郡蕭人，宋武帝永初二年（421年）至三年（422年）在任。[32]
- 劉遵考，彭城人，宋文帝元嘉八年（431年）領。[33]

### 廣陵內史（443年－449年）
- 范邈，宋文帝元嘉二十五年（448年）見任。[34]

### 廣陵太守（449年－579年）
- 劉懷之，宋文帝元嘉二十七年（450年）見任。[35]
- 張永，字景雲，吳郡吳人，宋文帝元嘉二十八年（451年）離任。[36]
- 袁粲，字景倩，陳郡陽夏人，宋孝武帝孝建二年（455年）至大明元年（457年）在任。[37]
- 柳光宗，宋孝武帝大明三年（459年）見任。[38]
- 謝莊，字希逸，陳郡陽夏人，宋孝武帝大明五年（461年）在任。[39]
- 沈懷文，字思明，吳興武康人，宋孝武帝大明五年（461年）至六年（462年）在任，下獄死。[40]
- 張岱，字景山，吳郡吳人，宋孝武帝大明七年（463年）領。[41]
- 袁顗，字景章，陳郡陽夏人，宋孝武帝大明八年（464年）除，未拜。[42]
- 王琨，琅邪臨沂人，宋孝武帝大明末在任。[41]
- 申令孫，魏郡魏人，宋前廢帝景和元年（465年）至宋明帝泰始二年（466年）。[43]
- 沈文季，字仲達，吳興武康人，宋明帝泰始中在任。[44]
- 李安民，蘭陵承人，宋明帝泰始中在任。[45]
- 申元嗣，魏郡魏人。[43]
- 江謐，字令和，濟陽考城人，宋後廢帝元徽二年（474年）出任。[46]
- 王玄載，字彥休，下邳人，齊高帝建元元年（479年）領。[45]
- 劉悛，字士操，彭城安上里人，齊武帝永明元年（483年）至二年（484年）在任。[47]
- 王廣之，字林之，沛郡相人，齊武帝永明四年（486年）前後在任。[48]
- 沈憲，字彥璋，吳興武康人，齊武帝永明五年（487年）至八年（490年）在任。[49]
- 曹虎，字士威，下邳下邳人，齊武帝永明八年（490年）在任。[50]
- 劉季連，字惠續，彭城人。[51]
- 裴昭明，河東聞喜人，齊明帝建武初在任。[52]
- 蕭穎冑，字雲長，南蘭陵人，齊明帝永泰元年（498年）在任。[49]
- 裴邃，字淵明，河東聞喜人，梁武帝天監中在任。[53]
- 庾於陵，字子介，新野人，梁武帝天監中在任。[54]
- 江革，字休映，濟陽考城人，梁武帝普通中在任。[55]
- 祖皓，范陽遒人，梁武帝後期在任。[56]
- 謝哲，字穎豫，陳郡陽夏人，梁武帝後期在任。[57]

### 廣陵太守（742年－758年）
- 李遇（天宝初年）
- 班景倩（743年）
- 李憕（743年—744年）
- 赵居贞（750年之前）
- 魏方进（753年）
- 窦崇道（天宝年间）
- 卢翘（天宝年间）
- 窦庭蕙（天宝年间）
- 来瑱（天宝年间）
- 李琦（756年，遥领）
- 李成式（756年）
- 高适（756年—757年）
- 邓景山（757年—761年）[58]

## 國主
- 廣陵厲王劉胥，前117年－前54年在位。
  - 廣陵孝王劉霸，前47年－前35年在位。
    - 廣陵共王劉意，前34年－前32年在位。
      - 廣陵哀王劉護，前31年－前17年在位。

    - 廣陵靖王劉守，前11年－6年在位。
      - 廣陵王劉宏，7年－9年在位。
- 廣陵思王劉荊，58年－67年在位。
- 廣陵王司馬遹，289年－290年在位。
- 廣陵元公陳準，300年在位。
  - 廣陵公陳眕。
    - 廣陵公陳逵。
    - 廣陵郡開國公陳茂先，？－420年在位。
- 廣陵郡王劉誕，443年－449年在位。